# Timothy Kirkhope

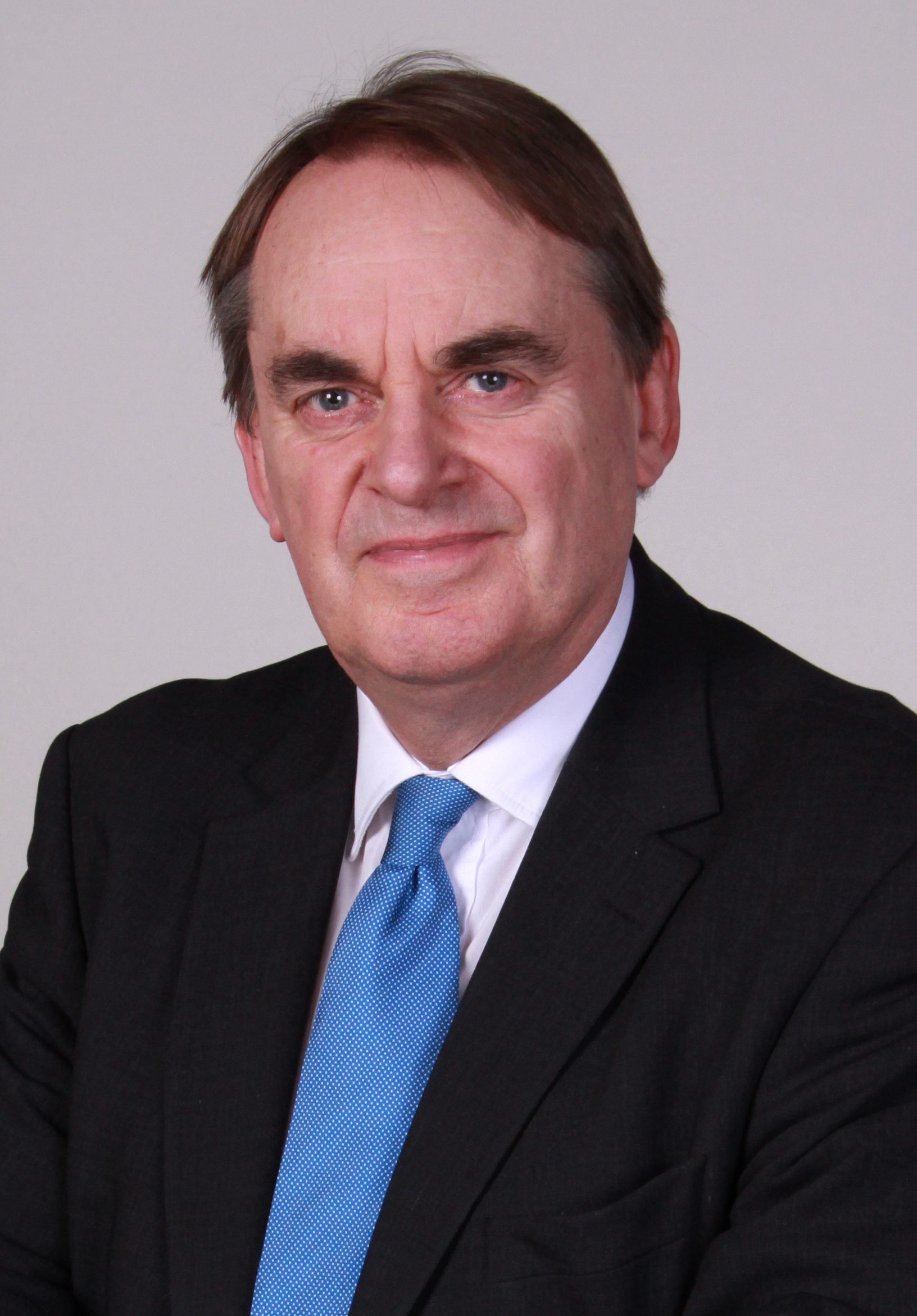
Kirkhope, 2014

Timothy John Robert Kirkhope (* 29. April 1945 in Newcastle upon Tyne) ist ein britischer Rechtsanwalt und Politiker der Conservative Party und seit 1999 Mitglied des Europäischen Parlaments. Zuvor war er Mitglied des britischen Unterhauses.

## Lebenslauf
Kirkhope studierte von 1964 bis 1969 Rechtswissenschaften an der Privatuniversität College of Law in Guildford. Ab 1973 arbeitete er als Anwalt in einer eigenen Kanzlei sowie ab 1977 bis 1987 als Partner in der Kanzlei Wilkinson, Marshall, Clayton and Gibson.
1982 wurde er in das Regionalparlament von Northumberland gewählt und war als Leiter des Flughafens von Newcastle tätig. Bei den britischen Parlamentswahlen 1987 erzielte er ein Mandat im Unterhaus, wo er ab 1990 stellvertretender Fraktionsvorsitzender der Konservativen war. Ab 195 war er parlamentarischer Staatssekretär im britischen Innenministerium, wo er für Immigration, Grenzkontrollen und Glücksspiel zuständig war. Bei der Wahlniederlage der Konservativen 1997 verlor Kirkhope jedoch seinen Sitz im Parlament. Von 1997 bis 1999 war er daher erneut als Rechtsanwalt tätig.
Bei der Europawahl 1999 gewann Kirkhope einen Sitz im Europäischen Parlament, wo er Leiter der Delegation der Conservative Party sowie Sprecher der christdemokratisch-konservativen Fraktion EVP-ED im Ausschuss für bürgerliche Freiheiten, Justiz und Inneres wurde. 2002 bis 2004 war er Mitglied des Europäischen Konvents, der den EU-Verfassungsvertrag ausarbeitete. Ab 2003 war er auf Bitte des Schatten-Innenministers der Conservative Party Leiter einer Arbeitsgruppe, die Vorschläge für die künftige Asylpolitik der britischen Konservativen ausarbeitete.
Nach der Europawahl 2004 wurde Kirkhope in das Amt des ersten stellvertretenden Fraktionsvorsitzenden der EVP-ED-Fraktion gewählt, das er ein Jahr lang ausübte. Zugleich arbeitete er erneut für die britischen Konservativen an einem Bericht über Immigrationspolitik. Im Jahr 2007 trat er als Leiter der britischen Delegation in der EVP-ED-Fraktion zurück, nahm diesen Posten jedoch wieder auf, nachdem sein Nachfolger, Giles Chichester, in einen Spesenskandal verwickelt worden war.
Nach der Europawahl 2009 traten die britischen Konservativen aus der EVP-ED-Fraktion aus und schlossen sich stattdessen der neu gegründeten Fraktion der Europäischen Konservativen und Reformisten (ECR) an, deren Interimsvorsitzender Kirkhope wurde. Zunächst war er auch als dauerhafter Fraktionsvorsitzender vorgesehen, er verzichtete jedoch auf diesen Posten zugunsten des Polen Michał Kamiński. Dieser war ursprünglich als Kandidat der Fraktion für das Amt eines Parlaments-Vizepräsidenten vorgesehen gewesen, war jedoch bei der Wahl an dem britischen Konservativen Edward McMillan-Scott gescheitert, der gegen den Willen der Fraktion angetreten war. Kirkhope setzte daraufhin den Fraktionsausschluss McMillan-Scotts durch und überließ Kamiński den Fraktionsvorsitz, er selbst nahm das neu geschaffene Amt eines  „Bevollmächtigten Fraktionsvorsitzenden“ ein. Außerdem ist er Mitglied im Ausschuss für bürgerliche Freiheiten, Justiz und Inneres, im Petitionsausschuss und im Ausschuss für die Rechte der Frau und die Gleichstellung der Geschlechter.